# 格力吐泡
格力吐泡是一个位于中国吉林省镇赉县的湖泊，面积约为2平方千米，平均水深约为2米。